# Лесная Поляна (Кемерово)
Лесная Поляна — жилой район, микрорайон (ранее — город-спутник) города Кемерово Кемеровской области — Кузбасса России. Относится к Рудничному району Кемерова.
Относится к территориальному управлению (ТУ) «жилой район Лесная Поляна». Глава ТУ — Загайнов Эдуард Александрович.

## История создания жилого района
Строительство началось в 2007 году, а первые жители въехали в свои дома 3 октября 2008 года.
Застройка города ведется малоэтажными домами разных архитектурных планировок: от многоквартирных двух- и четырёхэтажных домов до блокированных (дуплексы, таунхаусы) и индивидуальных односемейных домов.
Район планируется на население в 40 тыс. человек.
В 2017 году проект строительства города-спутника Лесная Поляна победил в национальном этапе Prix D’exellence Awards в номинации «Мастер-план: проекты комплексного освоения территорий».

## Территориальное управление
Расположен в 12 км от столицы Кузбасса. Город занимает территорию 1615 га. У Лесной Поляны несколько особенностей. Во-первых, этот город расположен в экологически чистой местности, в окружении тайги, озер, рек, горных склонов. А во-вторых, он строился сразу со всей инженерной и социальной инфраструктурой.
Такой город-спутник — это пилотный проект масштабной комплексной малоэтажной застройки, разработанный в соответствии с общемировыми тенденциями градостроительного планирования и архитектуры.
Особенностями планировочной структуры является создание единого центра сообщества; чередование районов средней и низкой плотности застройки; развитие системы открытых парков, скверов, двориков; обеспечение транспортной доступности, как в пределах города-спутника, так и с городом Кемерово.
Проект города-спутника разработан в рамках национального проекта «Доступное и комфортное жилье — гражданам России» на местном уровне с целью решить задачи других национальных реформ (местного самоуправления, жилищно-коммунальной реформы) и проектов (в области образования, здравоохранения и сельского хозяйства).
Глава — Ковалёв Юрий Павлович.

## Транспорт
До жилого района Лесная Поляна можно добраться на автобусах:
№ 156: КЭМЗ — остановка Журавлёвские Горы (ежедневно, изменен с 16.08.2021)
- № 170э: ж/д Вокзал — «ЖК Солнечный бульвар» (ежедневно, открыт с 03.10.2008)
- № 171э: д/п Комсомольский — «ЖК Солнечный бульвар»(будни, суббота, открыт с 01.10.2010)
- № 172э: д/п Центральный — «ЖК Солнечный бульвар» (ежедневно, открыт с 17.01.2011)
- № 173э: «ЖК Солнечный бульвар» — Сельская больница — Дк Шахтеров — «ЖК Солнечный бульвар» (будни, суббота, открыт с 21.01.2013)

Ранее действовали следующие автобусные маршруты, которые впоследствии были отменены
- № 170уЭ: д/п Центральный — ж/р Лесная Поляна (работал до 16.01.2011, закрыт с 17.01.2011 в связи с открытием маршрута 172э с идентичной схемой движения)
- № 171т: д/п Комсомольский — ж/р Лесная Поляна (работал с 02.11.2010 по 03.10.2011, закрыт с 04.10.2011 в связи с открытием маршрута 171э)